# 大籬
大籬（おおまがき）は、江戸、吉原で、最も格式の高い娼家（遊女屋）。

## 概略
寛政年間以後、吉原では見世さきの構造によって妓楼の等級をあらわす規定があった。
籬の高さが天井に達するものを大籬、総籬といい、その2分の1あるいは4分の3のものを半籬、または交り見世といい、籬の高さが2尺とかぎられていたのが小見世であった。
大籬は間口13間のうち4間を見世にとり、右方の5、6間を格子につくり、入り口は9尺ないし2間で、奥行は22間に制限されていた。
これ以下の等級のいえでは、間口10間を超えることはゆるされなかった。